# Welgelegen (Zwijndrecht)
Welgelegen, in de volksmond ook wel de dikke molen genoemd, is een verdwenen tras- en oliemolen in het Nederlandse Zwijndrecht, gelegen onder Hendrik-Ido-Ambacht aan het drierivierenpunt, met Dordrecht aan de overkant van het water. Het was de eerste van zes industriemolens die in Zwijndrecht langs de Oude Maas hebben gestaan. Met haar sloop in 1965 was het tevens de laatste molen die Zwijndrecht kwijtraakte. Volgens de Canon van Nederland is het de meest aansprekende van de langs de Oude Maas verdwenen molens.

## Locatie en benaming

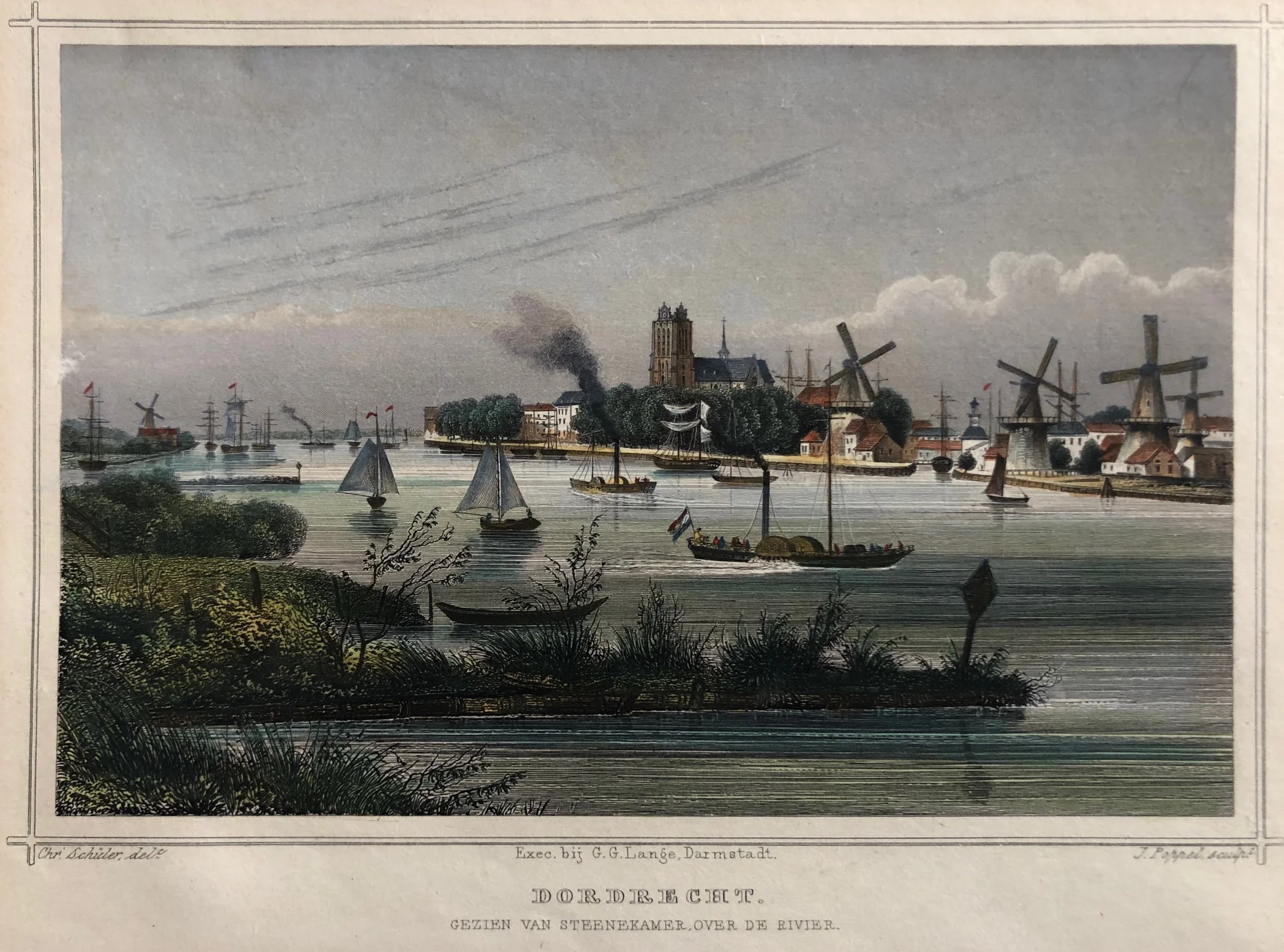
19e-eeuws zicht op Dordrecht met de Grote of Onze-Lieve-Vrouwekerk, en uiterst links Welgelegen.

De molen was gunstig gelegen ten opzichte van zowel de belangrijkste windrichtingen en voor logistieke handelingen zoals het laden en lossen van goederen. Dit zou de naam Welgelegen verklaren, hoewel er ook diverse verwijzingen gemaakt zijn naar het prettige aanzicht van de molen in het waterlandschap.

## Beschrijving
De molen was een grote en robuuste oliemolen. Hij had een berging voor vijftig lasten zaad, drie stenen oliebakken die tezamen 290 aam groot waren, en kasten voor 50.000 koeken. Het tras- en oliewerk in de molen kon tegelijkertijd gedaan worden en hiervoor waren acht stampers, twee zeven, en een groot luigat beschikbaar.
De molen had voorts een bergplaats die ruimte bood aan 4000 mud gemalen tras, en een ruime, deels open en deels overdekte opslag voor trassteen. 
De molen stond op een groot erf met een molenaarswoning. Het goed had een eigen laan die naar de dijk liep.

## Geschiedenis
Weeklacht van den "dikken molen" Welgelege

Op een schilderachtig punt, aan de schoone rivier, heb ik mijn standplaats… meer dan twee eeuwen lang.

"Welgelege" is mijn naam en… met recht.

Steeds was ik een wellust voor de oogen van Dordtenaren en vreemdelingen. Schilders van naam wijdden aan mij hun talent en kwijnende Misses trachtten, met dweepende blikken, mijn welgevormde ledematen te omvatten en op het doek te brengen.

"Welgelege"… Ook mocht ik "Weltevrede" worden genoemd.

Vroolijk blikte ik in het rond, beurtelings naar het zuiden of noorden, naar het oosten of westen, en… lustig draaide ik er op los.

Nu echter - sinds eenigen tijd - ben ik tot werkeloosheid gedoemd en is mijn tevredenheid geweken.

Niet meer worden mijn wieken door kleurige zeilen omspannen, niet meer voel ik de verrukkelijke trilling mijner ledematen…

Ik sta te druilen en te peinzen, steeds turende naar het westen…, de zijde van waar tergende winden mijn onmacht bespotten en buien en regenvlagen mij in het aangezicht zwiepen, om tranen te doen druppelen langs mijn koude en huiverende gestalte…

En… met erger word ik nog bedreigd!

Reeds heeft men een smakeloos gebouw aan mijn' voet geplaatst, waardoor de omgeving wordt ontsierd… een reusachtig schilderhuis… als of men het nodig acht mij als een gevangene te bewaken!

"Gevangene"? Ja…misschien wel "ter doodveroordeelde"!

Immers - zal men de berichten in de nieuwsbladen gelooven -, dan word ik met afbraak bedreigd.

Afgebroken! Eene rilling vaart mij door de leden, als ik er aan denk! Ze zullen beginnen - de snoodaards - mij van mijn schoonste sieraad, mijn trouwe wieken,
te berooven, mijn hart en ingewanden uit het lichaam rukken, om mij - verder - misschien - nog eenigen tijd, als een vormlooze klomp, ten spot van het Nederlandsche volk, het aanzijn gunnen.

Wee mij, als dat moet gebeuren!…

Liever dale het hemelvuur, dat mij zoovele jaren heeft gespaard, op mij neder!

Moge het mij, alvorens het zoover moet komen, in vlammen doen opgaan!

Zoo jammerde en weeklaagde de arme molen.

En een van zijne trouwe vrienden en bewonderaars, begreep zijne smart.

Zoo gaarne wilde hij troostgronden aanvoeren, maar hij kon die niet vinden.

Doch, wat hij wèl kon, was, een afbeelding van den treurende doen vervaardigen om ze aan eenige van diens vereerders en overburen aan te bieden.

Wordt de omgeving nog verder ontsierd, zoo kunnen wij ons het beeld van den vriend voor den geest roepen, zooals eenmaal was en zooals wij hem zoo gaarne aanschouwden.
Met zijn bouw in 1696 was Welgelegen de eerste van zes industriemolens die in Zwijndrecht langs de Oude Maas werden gebouwd. Omstreeks 1900 waren dat vanaf de spoorbrug naar Dordrecht naar het oosten gezien: zaagmolen De Rietvink, zaagmolen De Grienduil, rijstpelmolen De Rozenburg, oliemolen De Eendracht en oliemolen Welgelegen. Verderop, ter hoogte van De Rozenburg, was er ook nog de benedendijkse korenmolen Landzigt.
Welgelegen was in het begin een trasmolen, waar tufsteen werd vermalen dat met gemalen schelpen, zand en water gemengd werd voor metselspecie. Deze werd gebruikt voor het metselen van kademuren en sluizen.
Rond 1859 werd welgelegen deels omgebouwd tot oliemolen: er werd toen, naast het traswerk, uit kool-, lijn- of hennepzaad olie geslagen. 
De molen kreeg in 1900 stoomaandrijving, maar door de invoer van goedkope Duitse tras was traswerk in de 20e eeuw niet langer lonend en begon de sloop te dreigen. Terwijl de ene na de andere molen in de omgeving verdween, werd de sloop van Welgelegen door inmenging van het publiek uiteindelijk een halve eeuw uitgesteld. Zo schreef, naar aanleiding van een eerste voornemen tot sloop, in 1904 J.S. Kaempff, een gemeenteambtenaar die in de Wolwevershaven woonde en dus een prima uitzicht had op de molen, een lyrisch gedicht in de Dordrechtsche Courant, waarmee hij de 'weeklacht' van de molen verwoordde, zie de tekstbox rechts.
In 1916 werden wederom aanstalten tot sloop gemaakt, maar nu protesteerde B. van Bilderbeek (1876–1955), een bekende Dordtse architect.
In 1934 werd afbraak nog even voorkomen, op aandringen van Vereniging De Hollandsche Molen, die de eigenaar van de molen ertoe probeerde te bewegen de machine te restaureren. Ook de burgemeester van Zwijndrecht streed voor het behoud van de molen, door geld in te zamelen voor de restauratie: Niet in Zwijndrecht, maar in Dordrecht, bij de bewoners van de Wolwevershaven, Merwekade en Buitenwalevest. De gedachte was dat deze mensen het meest gebaat waren bij het behoud van de molen in het schone zicht en bovendien zouden ze met geld en invloed het lot van Welgelegen kunnen afwenden.
Het mocht allemaal echter niet langer baten en onder voortdurend protest werd de molen in 1939 na langdurig verval gedeeltelijk afgebroken. In 1965 werd het restant ook gesloopt. Met het verlies van Welgelegen was Zwijndrecht zijn laatste molen kwijt. Alleen in Heerjansdam, dat tot de gemeente behoort, staat nog een molen: Landzicht.